# Henicus brevimucronatus
Henicus brevimucronatus är en insektsart som beskrevs av Griffini 1911. Henicus brevimucronatus ingår i släktet Henicus och familjen Anostostomatidae. Inga underarter finns listade i Catalogue of Life.